# Ядерная ламина

Схема границы клеточного ядра. Показано перинуклеарное пространство, ограниченное двумя мембранами, каждая из которых образована двойным слоем липидов. Перинуклеарное пространство сообщается с эндоплазматическим ретикулумом (не показан). Видна ядерная пора, регулирующая поступление и выход молекул из ядра, и белки, утопленные либо пересекающие перинуклеарное пространство. Непосредственно под этим пространством лежит ядерная ламина (nuclear lamina — синие «нити» на схеме), связанная как с мембранно-ассоциированными белками, так и с хроматином (не показан).

Я́дерная лами́на — фибриллярная сеть жесткой структуры, подстилает ядерную мембрану (находится под ядерной мембраной), участвует в организации хроматина.

## Описание
Ламина сформирована последовательностью одинаково ориентированных полимеров белков промежуточных филаментов, называемых ламинами. Она представляет собой фиброзный слой ядерной оболочки с поровыми комплексами. [Збарский И. Б., Кузьмина С. В., 1991]. Ядерная ламина поддерживает ядерную мембрану и контактирует с хроматином и ядерными РНК. В клетках позвоночных она формируется в основном из ламина А, ламина В и ламина С. В-ламин имеет две формы: ламин В1 и ламин В2 . Молекулярная масса трёх главных полипептидов матрикса — примерно 60-75 кДа (Luderus M.E.E. ea, 1992 ; Heald R. and McKeon F., 1990). В результате ассоциации трёх главных полипептидов, путём димер-димерного взаимодействия происходит их укладка в 10-нм структуры, присоединяющиеся к специфическим белкам ядерной мембраны через С-ламин. В-ламин, видимо, связан с определенными участками хромосом (Surdej P. ea, 1991). Ламин A осуществляет связь между С и В ламинами (Surdej P. ea, 1991). Важной функцией полипептидов ядерного матрикса является дезинтеграция ядерной оболочки в процессе митоза (Bailer S.M. ea, 1991 Halikowski M.J. and Leiw C.C., 1987).

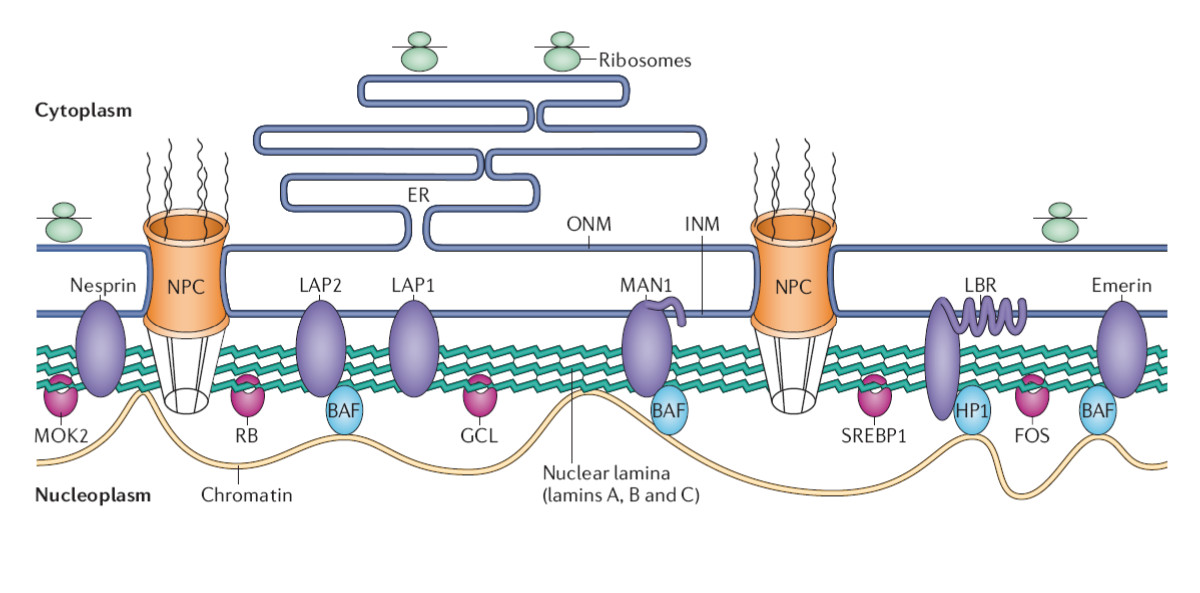
Более подробная схема. Изображены ядерные поры, мембранно-ассоциированные белки, хроматин, и сообщающийся с перинуклеарным пространством эндоплазматический ретикулум. Ламина, состоящая из белков-ламинов A, B, C, изображена в виде тройной волнистой линии. BAF — хроматин-связывающий белок. Coutinho et al., 2009.

## Клиническое значение
Мутации генов, кодирующих ламины, вызывают редкие расстройства, объединяемые в группу ламинопатий. Мутация гена LMNA, кодирующего Ламин A, вызывает синдром прогерии Хатчинсона-Гилфорда — исключительно редкое заболевание, приводящее человека к смерти от ускоренного старения: большинство пациентов не доживает до 13 лет.